# Рогатая сумчатая квакша
Рогатая сумчатая квакша (лат. Gastrotheca cornuta) — вид бесхвостых земноводных из семейства Hemiphractidae.
Встречается в Колумбии, Коста-Рике, Эквадоре и Панаме. Её природные места обитания — субтропические и тропические влажные низменные и горные леса. Вид находится под угрозой.
Длина тела около 7—8 см. Голова широкая, морда если смотреть сверху, округляется. Радужина бронзового цвета с зеленоватым центром, и верхнее веко треугольной формы. Кожа гладкая. Задние конечности длинные, и их пальцы частично перепончатые. В нижней части спины самка имеет карман, в который откладывает яйца.
Этот вид лягушек ведёт ночной образ жизни и встречается в тропических и более низких горных лесах Коста-Рики и Панамы на Атлантическом склоне на высоте от 300 до 700 метров над уровнем моря. В Колумбии, Эквадоре и Панаме можно увидеть на стороне Тихого океана на высоте от 90 до 1000 метров над уровнем моря.
Яйца этих лягушек являются самыми большими из всех известных у амфибий. Они расположены в отдельных камерах в сумке самки.
Вид находится под угрозой исчезновения и внесён в Красный список исчезающих видов в мире. Причинами снижения численности популяции являются грибковое заболевание хитридиомикоз, обезлесение и деятельность человека.